# Anishort Festival
Anishort Festival (znany również pod skróconą nazwą Anishort) – międzynarodowy festiwal krótkich filmów animowanych. Impreza ta poświęcona jest wyłącznie krótkiej animacji i co roku rywalizuje w niej tylko 20 wybranych najlepszych filmów z całego świata.
Anishort odbywa się w wybranych dużych miastach Europy (obecnie w Czechach, Słowacji, Estonii i Polsce). Odwiedza go rocznie kilka tysięcy widzów.

## Wybór filmów
Festiwal Anishort stawia sobie za cel corocznie przedstawić wyłącznie najlepsze krótkie filmy animowane z całego świata. Każdego roku zgłaszanych jest kilkaset filmów, z których starannie wybiera się tylko 20 najciekawszych. W szczególności są to filmy, które powstały w okresie ostatnich trzech lat. Ich długość jest ograniczona maksymalnie do 10 minut. Forma, gatunek czy zastosowana technika animacji są dowolne. Jak mówią organizatorzy: „Każdy film ma takie same szanse na udział w konkursie, pod warunkiem, że jest świetny!”

## Kategorie konkursowe

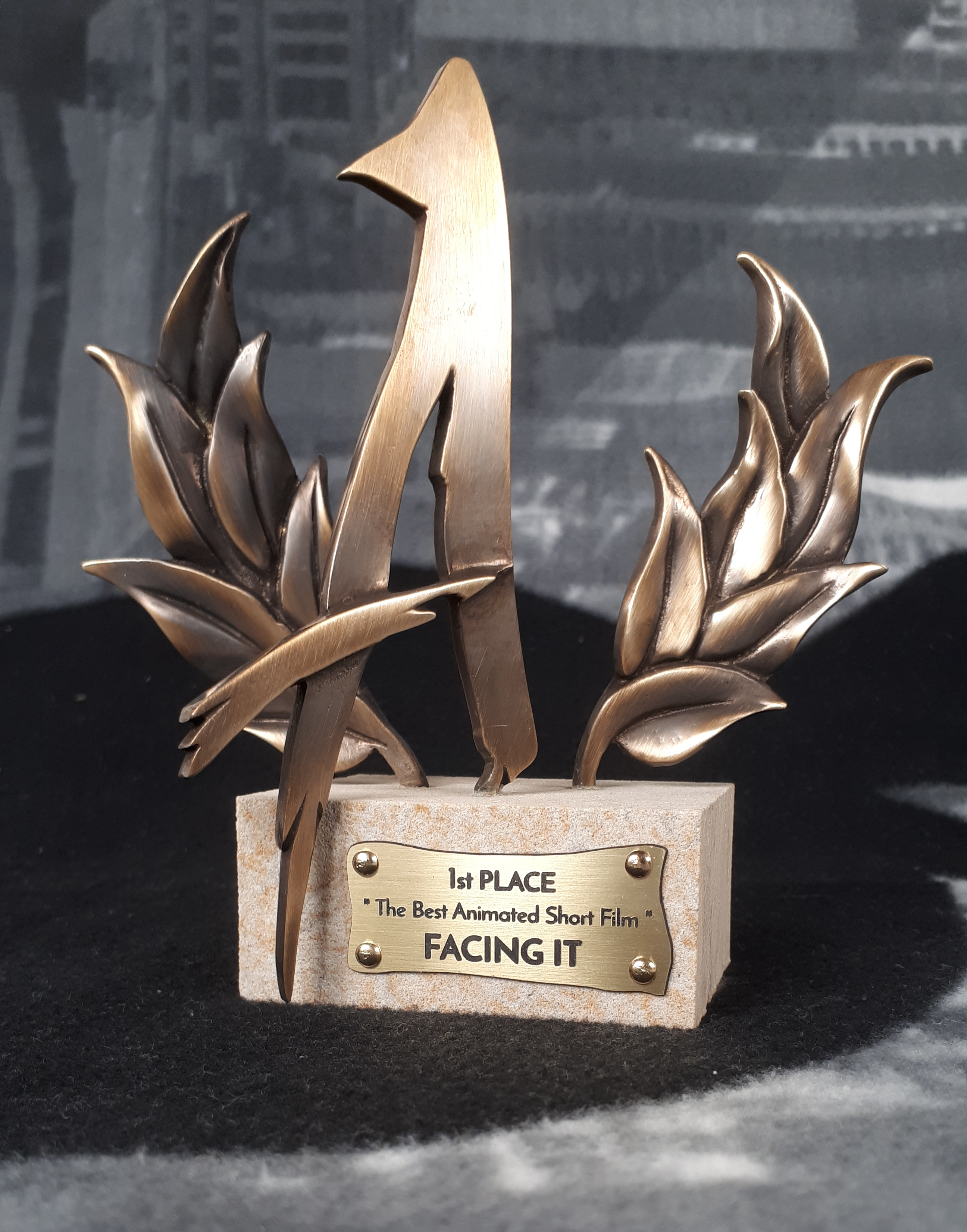
5th edition Anishort festival trophy - 1st place - animated film "Facing It" by director Sam Gainsborough

Anishort ma w sumie 3 kategorie konkursowe – jedną główną i dwie dodatkowe:
GŁÓWNE KATEGORIE KONKURSOWE
• Nagroda dla najlepszego krótkiego filmu animowanego
Nagroda ta jest przyznawana przez międzynarodowe, siedmioosobowe jury złożone z profesjonalistów w dziedzinie animacji. Każdy członek reprezentuje inny kraj. Autorzy nagrodzonych filmów (I, II i III miejsce) otrzymują nagrodę finansową oraz trofeum festiwalowe.
DODATKOWE KATEGORIE KONKURSOWE
• Nagroda publiczności dla najlepszego krótkiego filmu animowanego
Nagroda ta jest przyznawana na podstawie głosów widzów ze wszystkich krajów, w których odbywa się festiwal. Zwycięzca otrzyma trofeum festiwalowe.
• Nagroda Specjalna Festiwalu Anishort
Nagrodę przyznaje komisja artystyczna złożona z członków zespołu festiwalowego Festiwalu Anishort. Zwycięzca otrzyma trofeum festiwalowe.